# Ameen Rihani
Ameen Rihani, född 24 november 1876 i Freike i Libanon, död 13 september 1940 i Freike, var en libanesisk-amerikansk författare, intellektuell och politisk aktivist.  
Rihani var en viktig representant för den litterära Mahjar-rörelsen som utvecklades av arabiska emigranter i Nordamerika, och en av den arabiska nationalismens första teoretiker. Han blev amerikansk medborgare 1901.
Han var den äldsta av sex barn till den maronitiska sidentillverkaren Fares Rihani och utvandrade till New York med sin farbror 1888. Där fortsatte han sin mestadels självlärda utbildning och arbetade i sin fars exportaffär. Han var tidigt mycket intresserad av västerländsk litteratur. 
Rihani reste till sitt hemland och grannländerna flera gånger. Han blev en personlig vän till Ibn Saud, senare Saudiarabiens kung. Han anses av en del forskare som en huvudfigur i den intellektuella utvecklingen av arabisk nationalism och arabisk enhet. Han förespråkade sekulariseringen av arabstaterna och stödde den palestinska frågan i början av 1900-talet. 
Rihanis mest kända litterära verk är The Book of Khalid, en roman publicerad på engelska 1911. Boken illustrerades av Rihanis vän, Khalil Gibran.